# PLAY!
『PLAY!』（プレイ）は、花見沢Q太郎による日本の漫画作品。『ヤングキング』（少年画報社）にて、2008年第21号から2011年第8号まで連載された。

## 概要
『ヤングキング』2008年第21号（10月11日発売）より連載開始。『ももいろさんご』に続く花見沢Q太郎の『ヤングキング』連載作である。性的なストーリー展開・描写は『ももいろさんご』よりも抑えられている。
アマチュアバンドを舞台としたラブコメディ。主要登場人物の多くが女性だが、ハーレムもの的展開は乏しく、恋愛関係は主人公太一とメインヒロイン唄の間に限られており、他の女性とはアクシデント的なイベントがあるのみである。
メタラー（ヘヴィメタル趣味）の作者と現役バンドマンの担当編集M（ただし2009年末まで）の知識と経験を活かして描かれている。
話数カウントは「TRACK :」。TRACK :6 からのサブタイトルは作中のバンド「エンジェリリー」にちなみ、「天使○○（漢字2文字）」で統一されている。

## あらすじ
桂木太一は、メタルバンドを目指していたが、騙されてガールズバンド「エンジェリリー (Angelilly)」に入ってしまい、やはり騙されて入った舞倉唄を好きになってしまう。

## 登場人物

### エンジェリリー
桂木 太一（かつらぎ たいち）
ギター。私立さいたま大学の大学生。ガチガチのメタラーだがバンド経験はなく、メタルバンドだと騙されてエンジェリリーに入ってしまう。音楽性の違いに葛藤しつつも、唄を好きなためにやめないでいる。のちにギターの騒音問題でアパートを追い出され、TRACK :14 より唄の家に居候する。使用ギターはFERNANDES THE REVIVAL。
舞倉 唄（まいくら うた）
ヴォーカル。天然系ヒロイン。お嬢様学校「浦和一つ星女子高等学校」のコーラス部。鼓・奏が太一に脅されていると騙され（のちに誤解は解ける）、当初はライブ1回だけの約束でエンジェルリリーに入る。太一を多少は意識しているが、太一の恋心には気づいていない。
田村 鼓（たむら つづみ）
ドラム、バンドリーダー。快活な性格で、奏と共謀してメンバーを集める。
四弦 奏（しげん かなで）
ベース。クールな性格で、バンド活動以外は謎が多い。

### その他の登場人物
唄の母
唄の母。太一に家に住むよう勧める。
舞倉 涼（まいくら りょう）
唄の姉。太一を危険視しているが、太一がビデオを予約録画できるため、しぶしぶ居候を認めている。
堀（ほり）
太一の大学の友人。
折原 亜砂（おりはら あさ）
唄の高校の友人。
ラビ～
3ピースガールズバンド「ローズヒップ」のヴォーカル。鼓・奏の以前からの知り合いで、鼓とは互いにライバル視している。
天野 天（あまの てん） / TENTEN（テンテン）
「ローズヒップ」のギター。一時、エンジェリリーのサポートメンバーを兼任する。
那由他（なゆた）
ガールズバンド「ハンドレッドマシュマロズ」のヴォーカル。太一のファンで、積極的にアプローチしている。
カイエン
ドイツのメタルバンド「ギガウィーン (GIGAWEEN)」のギター。太一が崇敬している。来日公演時、場のノリで唄にフライングVをあげてしまう。
百合子（ゆりこ）
唄のコーラス部の先生。『ももいろさんご』のヒロインの1人で、当時は大学生だった。
神音（じんね）
唄が目標にしているコーラス部の先輩。
10円（兄）
「10円」のメンバー。
シザーハンド
唄の家を狙った下着泥棒。
服部（はっとり） / はっとりハンペイ
夏祭りライブでギター漫談を披露した不動産オーナー。
小木 いずみ
メジャースレコード社のスカウティングマーケティングコーディネイタ。

## 登場曲
ストロベリー
ファーストライブのために作った2曲のうち1曲。作曲は鼓か奏、作詞は唄。
ホワイトレター
夏祭りライブのために作った曲。作曲は奏、作詞は唄。
夏祭り
夏祭りライブで演奏したカバー曲。

## 舞台
埼玉県の浦和を舞台としている。調神社、浦和うなこちゃん像などが登場し、背景も浦和の実際の街並みがよく使われる。
太一のさいたま大学の外観には埼玉県立図書館、唄の一つ星女子高にはさいたま市役所（庁舎ではなく敷地内の「トルーカの鐘」とその周辺）が使われている。

## 単行本
いずれも少年画報社YKコミックス。
1. PLAY! 1 (1st. score) 2009年6月19日発売、7月3日付発行、ISBN 978-4-7859-3180-3
短編「ルーノ」収録（初出：『ヤングキング』2007年第17号[1]）
2. PLAY! 2 (2nd. score) 2010年3月19日発売、4月2日付発行、ISBN 978-4-7859-3342-5
3. PLAY! 3 (3rd. score) 2010年10月19日発売、11月2日付発行、ISBN 978-4785934972
4. PLAY! 4 (4th. score) 2011年4月19日発売、5月3日付発行、ISBN 978-4785936099

1巻・2巻の巻末には同日発売の小学館『REC』10巻・11巻の広告が載っており、連動キャンペーンが行なわれた。